# Klooster Bethlehem (1475-1573)
Het voormalige klooster Bethlehem bestond van 1475 tot 1573. Het klooster was gevestigd aan de Bangert in de Noord-Hollandse plaats Blokker. Het betrof een vrouwenklooster dat klein begon en in de loop der tijden werd uitgebreid met een kapel en een begraafplaats. Omdat tijdens de Tachtigjarige Oorlog de Gereformeerde Kerk de staatsgodsdienst werd, werd het klooster in 1573 gesloten.

## Geschiedenis
Het klooster werd in 1475 aan de Bangert gesticht, de nonnen kwamen uit het moederklooster in Sneek. In het begin was het een franciscanessenklooster, later werd het een augustinessenklooster. In 1494 werd het uitgebreid met een kapel en een begraafplaats. In de 16e eeuw bestond het klooster uit de genoemde kapel met begraafplaats, maar ook een kruidentuin, boomgaard en een brouwerij.
In 1573 werd het klooster opgeheven, naar aanleiding van de Tachtigjarige Oorlog en de Reformatie werd een deel van het complex afgebroken, het deel dat bleef bestaan ging als boerenhoeve dienstdoen.

## Archeologische opgravingen

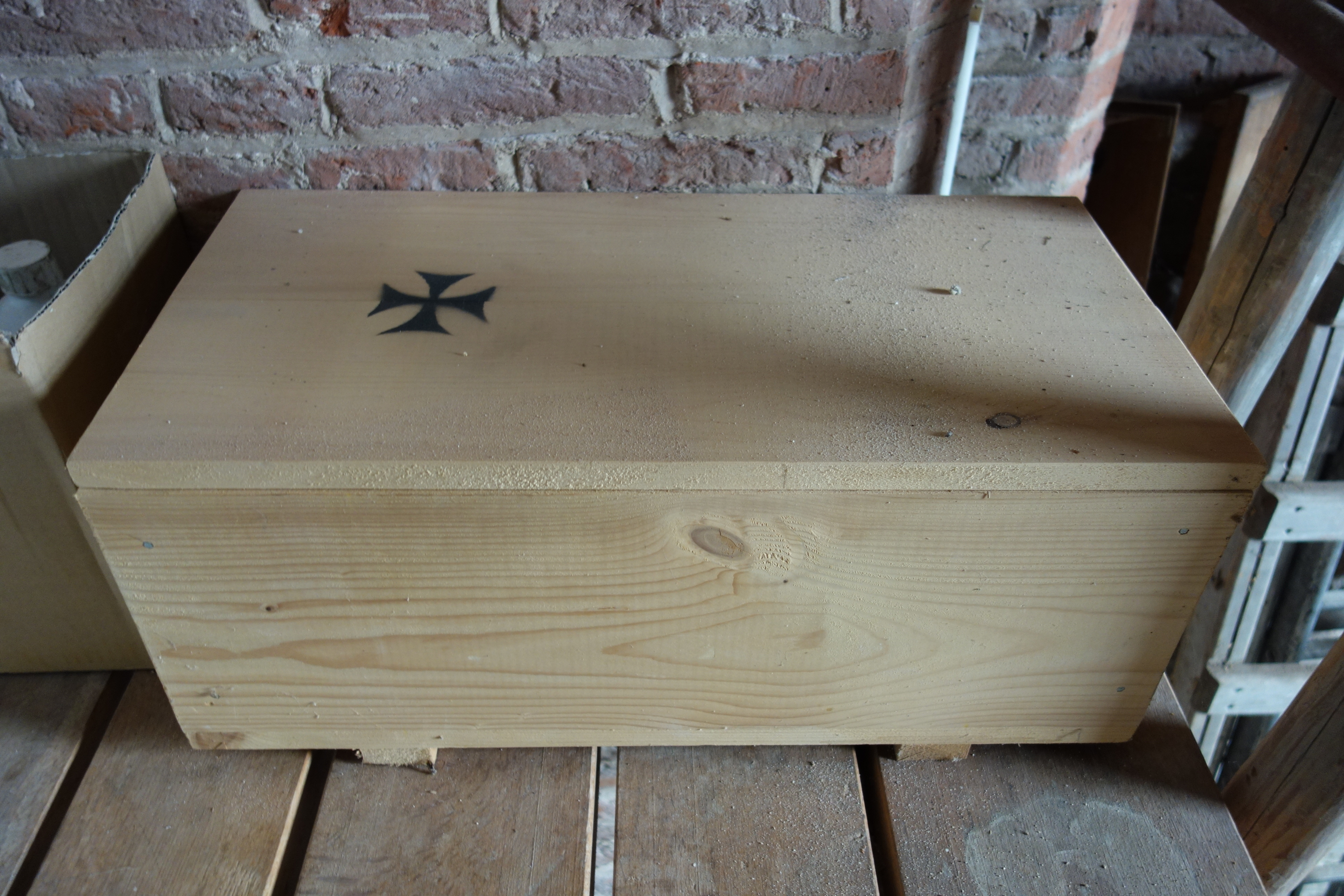
Overgebleven grafkistje, nu opgeslagen in de hervormde kerk Westerblokker

Tussen 2005 en 2008 heeft de archeologische dienst van Hoorn opgravingen gedaan op een groot deel van de plek waar ooit het klooster heeft gestaan. Hierdoor is een aanzienlijk deel van het kloostercomplex opgegraven. Bij de opgraving zijn sporen ontdekt van waterputten, bruggen, de omheiningsmuur en de gebouwen. In de winter van 2005-2006 werd achter het adres Bangert 36-38 de begraafplaats, met graven, ontdekt. De resten van 63 nonnen zijn tijdens het archeologisch onderzoek gevonden. De resten hebben een aantal jaren in het depot van de archeologische dienst gelegen. In 2010 zijn de resten herbegraven op het kerkhof van de Hervormde kerk aan de Westerblokker. Op de tombe waar de resten begraven liggen is een marmeren beeldje van een biddende non geplaatst. Dit beeldje is van de hand van Henny Bulsing. De nonnen zijn allemaal in een eigen houten kistje opnieuw ten ruste gelegd.

Blokker:
Bethlehem (1475-1573) · Bethlehem (1908-1960) · Nieuwlicht
Hoorn:
Agnieten · Catharina ·Clara · Cecilia · Magdalena · Maria · Pietersdal · Sint Geerten